# Luís Ricardo
Luís Ricardo Monteiro (São Paulo, 27 de janeiro de 1963) é um apresentador brasileiro. Iniciou sua carreira artística como ator, dublador e cantor. Ficou conhecido por ter sido um dos intérpretes do palhaço Bozo no Brasil. É apresentador reserva do SBT, ficando à frente do sorteio da Tele Sena e programas de auditório no SBT, quando Silvio Santos estava ausente.

## História
Luís Ricardo Monteiro é filho único, oriundo de família circense. Apresentava-se no programa do Bozo quando o palhaço ainda era interpretado por Wandeko Pipoca. Depois foi palhaço Bozo no ano de 1982 até 1989 .  Pouco depois passou a ser jurado do Show de Calouros, onde permaneceu até a extinção do programa e em 2009, juntamente com Patrícia Salvador, apresentou, durante o Programa Silvio Santos, os comerciais da Jequiti e das Lojas do Baú. Ele também revezou com Silvio Santos na apresentação do programa Roda a Roda. No SBT, também gravou a música-tema da animação DuckTales.

## Vida pessoal
Em 9 de dezembro de 2014, sofreu um acidente enquanto tentava fazer um cospe-fogo no Programa do Ratinho. O fogo acabou atingindo sua boca e, ao cuspir o álcool que ingeriu para o número, acabou causando um pequeno principio de incêndio no estúdio. Ele foi levado para o Hospital Albert Einstein, onde ficou internado.

## Televisão
- Bozo (1982 a 1989)[4]